# اعتلال الكلية الحاد بحمض اليوريك
اعتلال الكلية الحاد بحمض اليوريك (بالإنجليزية: Acute uric acid nephropathy)‏ أو اعتلال الكلية اليوراتي الحاد (بالإنجليزية: acute urate nephropathy)‏ هو قصور كلوي يسوء بسرعة بسبب مستويات مترفعة من حمض اليوريك في البول (أو ما يسمى بفرط بيلة حمض اليوريك).

## الأسباب
اعتلال الكلية الحاد بحمض اليوريك جزء من متلازمة انحلال الورم الحادة التي تظهر على المرضى الذين يتلقون علاجا كيميائيا أو علاجا بالأشعة لعلاج أورام مثل اللوكيميا أو اللمفوما، وقد يحدث المرض عند هؤلاء المرضى حتى قبل تلقي العلاج بسبب انحلال خلايا الورم المستمر كما في حالة لمفومة بيركت الذي يحدث فيها اعتلال الكلية الحاد بحمض اليوريك بنسبة عالية.
كما يمكن أن يحدث اعتلال الكلية الحاد بحمض اليوريك بسبب نوبات حادة لمرض النقرس.

## الفيزيولوجيا المرضية
يحدث اعتلال الكلية الحاد بحمض اليوريك بسبب ترسب بلورات حمض اليوريك في نسيج الكلية الخلالي ونبيبات الكلية، مما يتسبب بانسداد تام للقنوات الجامعة والحويضة والحالب. عادة ما يكون هذا الانسداد ثنائي الجانب وتظهر على المرضى الأعراض السريرية للقصور الكلوي الحاد.

## التشخيص
يقل إنتاج البول في القصور الكلوي الحاد ويرتفع مستوى الكرياتينين في الدم. أما اعتلال الكلية الحاد بحمض اليوريك فيتميز عن بقية أنواع القصور الكلوي الحاد بأن نسبة حمض اليوريك إلى الكرياتينين في البول أكثر من 1.

## الوقاية
يجب أن يتلقى المرضى المعرضين لخطر الإصابة باعتلال الكلية الحاد بحمض اليوريك علاجا بالألوبيورينول أو راسبوريكاز (أكسيداز اليورات مأشوب) قبل البدء بالعلاج بالأدوية الكيميائية.

## العلاج
يجب أن يركز العلاج على منع ترسب بلورات حمض اليورات في الجهاز البولي من خلال زيادة حجم البول بواسطة مدرات قوية مثل فوروسيميد. كما يجب جعل البول قلويا من خلال رفع الأس الهيدروجيني أكثر من 7، لكنه غالبا صعب. أحيانا تستخدم بيكربونات الصوديوم والأسيتازولاميد للمحاولة في زيادة ذوبانية حمض اليوريك.
في حال فشل هذه الطرق يلجأ إلى غسيل الكلى، ويفضل الديال الدموي.